# 5627 Short
5627 Short este o planetă minoră (asteroid), cu un diametru de 2,679 km, din centura de asteroizi. A fost descoperită pe 16 iunie 1991 la Observatorul Siding Spring de Robert H. McNaught și a fost numită după James Short⁠(d). 
Obiectul prezintă o orbită caracterizată de o semiaxă mare de 1,877861 UAi, o excentricitate de 0,021117, o înclinație de 26,35488 ° în raport cu ecliptica.